# We Cut the Night
Albums de AaRON
Waves from the Road
(2011)
Singles
1. Blouson Noir
Sortie : 27 avril 2015
2. Onassis
Sortie : 16 juin 2015
3. Maybe on the Moon
Sortie : 18 mars 2016

We Cut the Night est le troisième album studio du groupe de pop français AaRON. Il est sorti le 18 septembre 2015 chez Cinq 7.

## Histoire de l’abum
Le duo constituant le groupe AaRON annoncent leur premier single issu d’un nouvel album, mais ils procèdent dans un premier temps, en avril 2015, à travers une vidéo énigmatique mettant en scène l'acteur John Malkovich et via un concert au Printemps de Bourges d'un groupe inconnu, Blouson Noir,
Le 27 avril 2015, ils dévoilent le single promotionnel Blouson Noir mais c'est un autre titre qui est chargé de la véritable promotion de l'album, puisque c'est le single Onassis qui est envoyé aux radios françaises le même jour. Ce dernier est proposé en vente au format numérique le 16 juin 2015 sur iTunes, Spotify et Deezer. Le groupe annonce en même temps une date à l'Olympia le 25 novembre 2015.
Trois jours plus tard, les dates de la tournée automne 2015 sont dévoilées pour le We Cut the Night Tour. D'autres morceaux issus de ce troisième album sont joués, et donc découverts pour la première fois, durant la tournée printemps/été 2015. Il s'agit de Magnetic Road, We Cut the Night, Ride On et The Leftovers. Ainsi, trois mois avant la sortie de l'opus, six titres sont déjà connus. Le 6 juillet, AaRON dévoile sur les réseaux sociaux la pochette de We Cut the Night et confirme la date officielle de sortie : le 18 septembre 2015, et fait patienter ses fans en diffusant un autre titre, Shades of Blue, déclenchant de nouvelles réactions des médias.
L’album, à sa sortie en septembre, est assez bien accueilli. Il est jugé plus électro ,,  , plus dense   et plus apaisé  que les précédents, pour certains, et plus dansant, plus nocturne pour d’autres,.

## Liste des chansons
| No  | Titre             | Durée |
| --- | ----------------- | ----- |
| 1.  | Blouson Noir      | 4:38  |
| 2.  | Magnetic Road     | 4:35  |
| 3.  | The Leftovers     | 4:25  |
| 4.  | Ride On           | 3:55  |
| 5.  | Maybe on the Moon | 4:41  |
| 6.  | Onassis           | 3:39  |
| 7.  | Invisible Stains  | 4:46  |
| 8.  | We Cut the Night  | 4:16  |
| 9.  | Shades of Blue    | 3:59  |
| 10. | 2:22              | 4:01  |

### Articles
- Jonathan Hamard, « "We Cut the Night" : AaRON s'offre John Malkovich pour annoncer son nouvel album », Charts in France,‎ 25 avril 2015 (lire en ligne).
- Jonathan Hamard (2), « Clip de "Onassis" : AaRON cherche son chemin sous le soleil de Dubaï », Charts in France,‎ 9 juillet 2015 (lire en ligne).
- Céline Puertas, « AaRON dévoile la session live poignante de “Shades Of Blue“ », Glamour,‎ 27 juillet 2015 (lire en ligne).
- Florence Tredez, « Décryptage : le nouvel album, d’AaRON, « We Cut The Night » », Elle,‎ 30 août 2015 (lire en ligne).
- AFP, « AaRON, de la "page blanche" au "blouson noir », L’Express,‎ 18 septembre 2015 (lire en ligne).
- Victor hache, « Aaron: « La nuit, on est connecté à l’autre », L’Humanité,‎ 25 septembre 2015 (lire en ligne).
- Johanna Seban, « Aaron est de retour avec un nouvel album nocturne et dansant », Les Inrocks,‎ 25 septembre 2015 (lire en ligne).
- Thierry Coljon, « We Cut the Night », Le Soir,‎ 14 octobre 2015 (lire en ligne).
- Rédaction LM, « Qui est AaRON ? », Le Monde,‎ 18 octobre 2015 (lire en ligne).
- Philippe Manche, « AaRON : De la musique pour l’âme et pour les pieds », Le Soir,‎ 19 octobre 2015 (lire en ligne).